# Ginette Maddie
Ginette Maddie nascuda Marcelle Yvonne Gourier (París, 25 de febrer de 1898 − París, 7 d'abril de 1980) va ser una actriu francesa. Va rodar vint pel·lícules entre 1922 i 1958, sobretot amb els realitzadors Alfred Machin i Julien Duvivier.
Maddie va ser una de les «37 vedets franceses» que van participar en la pel·lícula Le Berceau de Dieu, de 1926, de Fred Leroy-Granville. França havia estat desbancada per Holywood en el lideratge del cinema i aquest film va presentar-se com «una manifestació grandiosa de la cinematografia francesa» amb la idea de recuperar el seu lideratge.

## Filmografia
- Le Désert de Pigalle (1958) de Léo Joannon en el paper de Mme Rita amb Annie Girardot
- Untel père et fils (1943) (no surt als crèdits) en el paper de Aglaé
- Sola (1931) .... Marianne
- L'Ensorcellement de Séville (1931) de Benito Perojo amb Gina Manes, Hugues de Bagratide, Georges Peclet.
- Au bonheur des dames (1930) de Julien Duvivier en el paper de Clara
- L'escale (1929) de Jean Gourguet amb Jenny Luxeuil, René Ferte, Geo Saacke
- Der Rosa Diamant (1926)
- Le berceau de dieu (1926)[1]
- Le Cœur des gueux (1925) d'Alfred Machin
- Der Maler und sein Modell (1925)
- Les Héritiers de l'oncle James (1924) en el paper de Ginette
- L'Arriviste, (1924) en el paper de Renée April
- Il ne faut pas jouer avec le feu (1924)
- L'Inondation (1924)
- L'Ornière (1924)
- Vindicta (1923) de Louis Feuillade en el paper de Blanche Césarin amb Andrée Lionel, Georges Biscot, Lucien Dalsace.
- Aux jardins de Murcie (1923), en el paper de Fuensantica[2]
- La gitanilla (1923) en el paper de la Gitanilla[2]
- Sarati, le terrible (1923)
- Le diamant noir (1922) en el paper de Nora de André Hugon, amb Claude Mérelle, Henry Krauss, Armand Bernard